# Kopciówki
Kopciówki – grupa skał we wsi Siedlec, w województwie śląskim, w powiecie częstochowskim, w gminie Janów. Znajduje się na grzbiecie orograficznie prawego zbocza Doliny Wiercicy, naprzeciwko skrzyżowania drogi wojewódzkiej nr 793 z drogą do Suliszowic. Pod względem geograficznym jest to obszar Wyżyny Częstochowskiej.
Kopciówki znajdują się w lesie. Najłatwiej do nich dojść od skrzyżowania z drogą do Suliszowic. Mają wysokość do 16 m i pionowe ściany. Poprowadzili na nich 6 dróg wspinaczkowych o trudności od VI do VI.3+ w skali Kurtyki. Jest też projekt jeszcze jednej drogi. Na trzech drogach zamontowano ringi (r) lub stare kotwy (o). Wśród wspinaczy skalnych skała jest mało popularna.

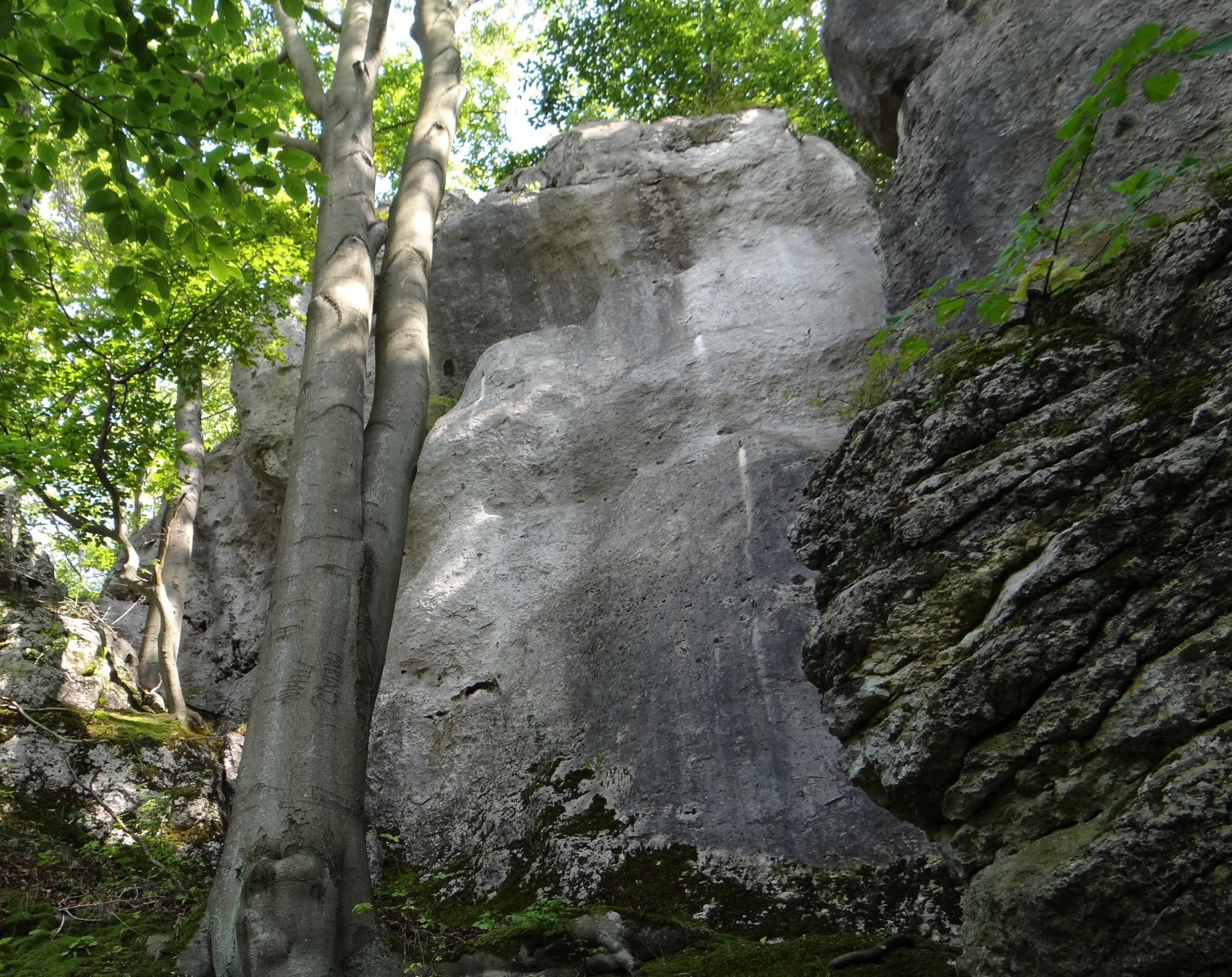
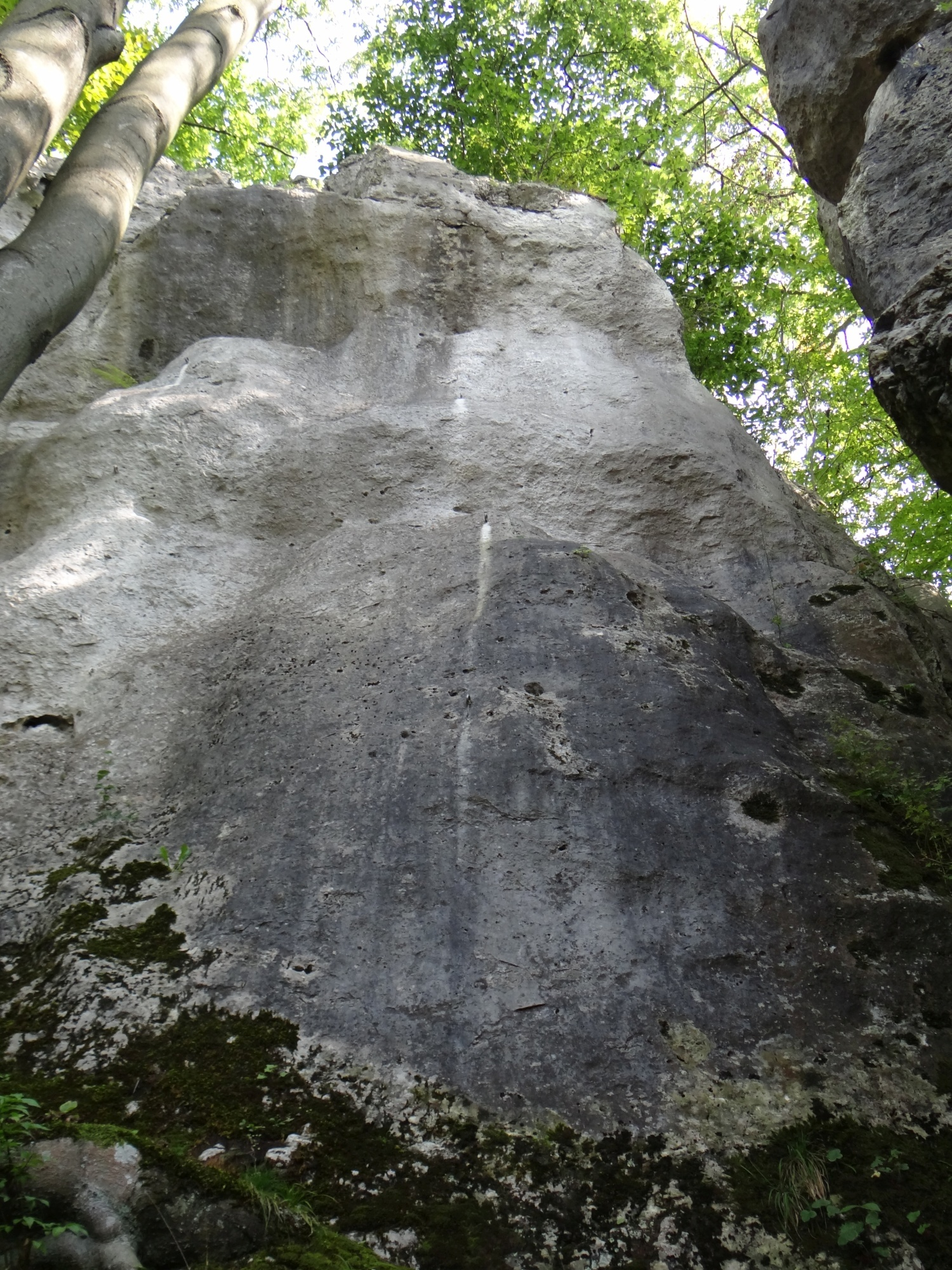
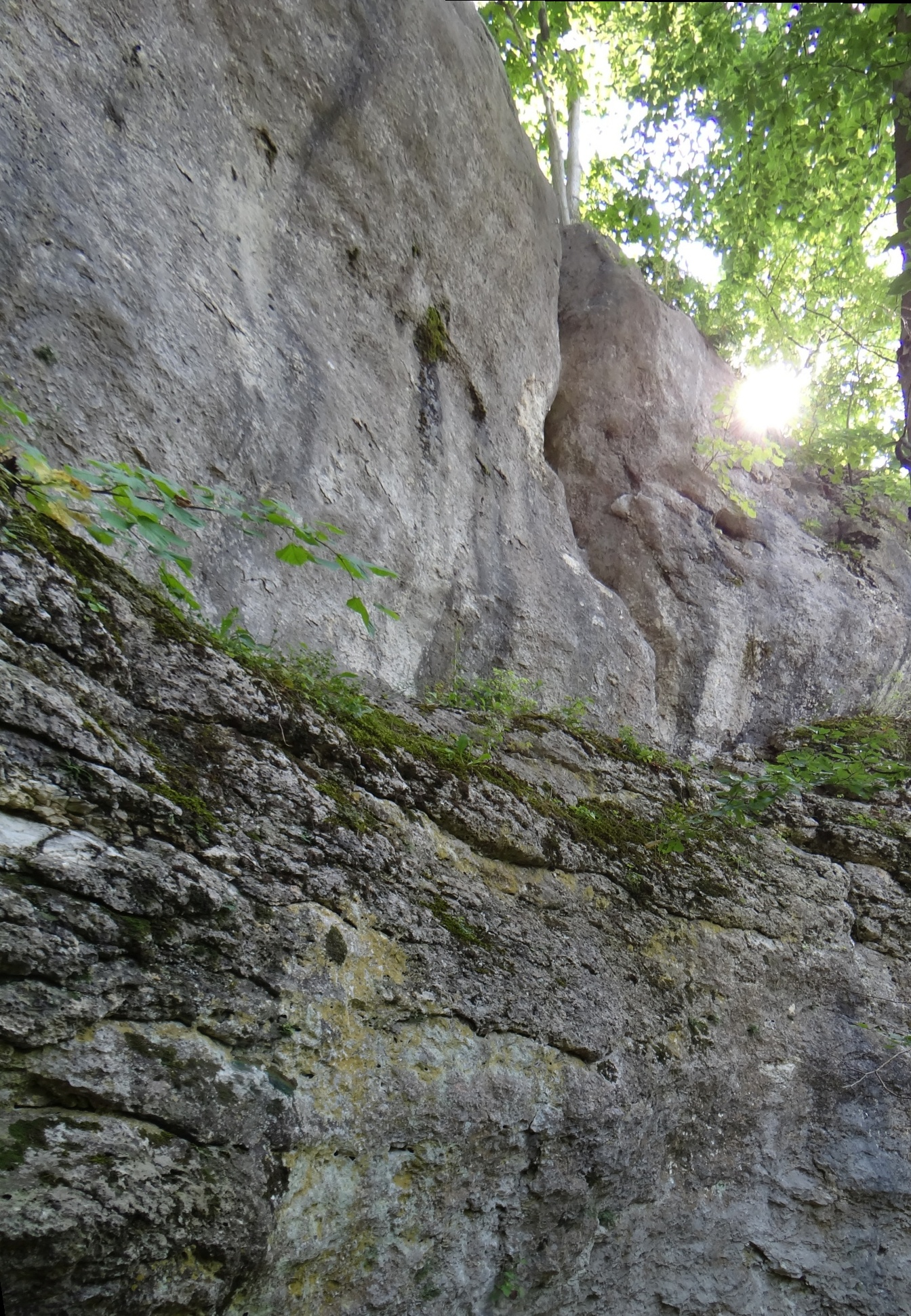
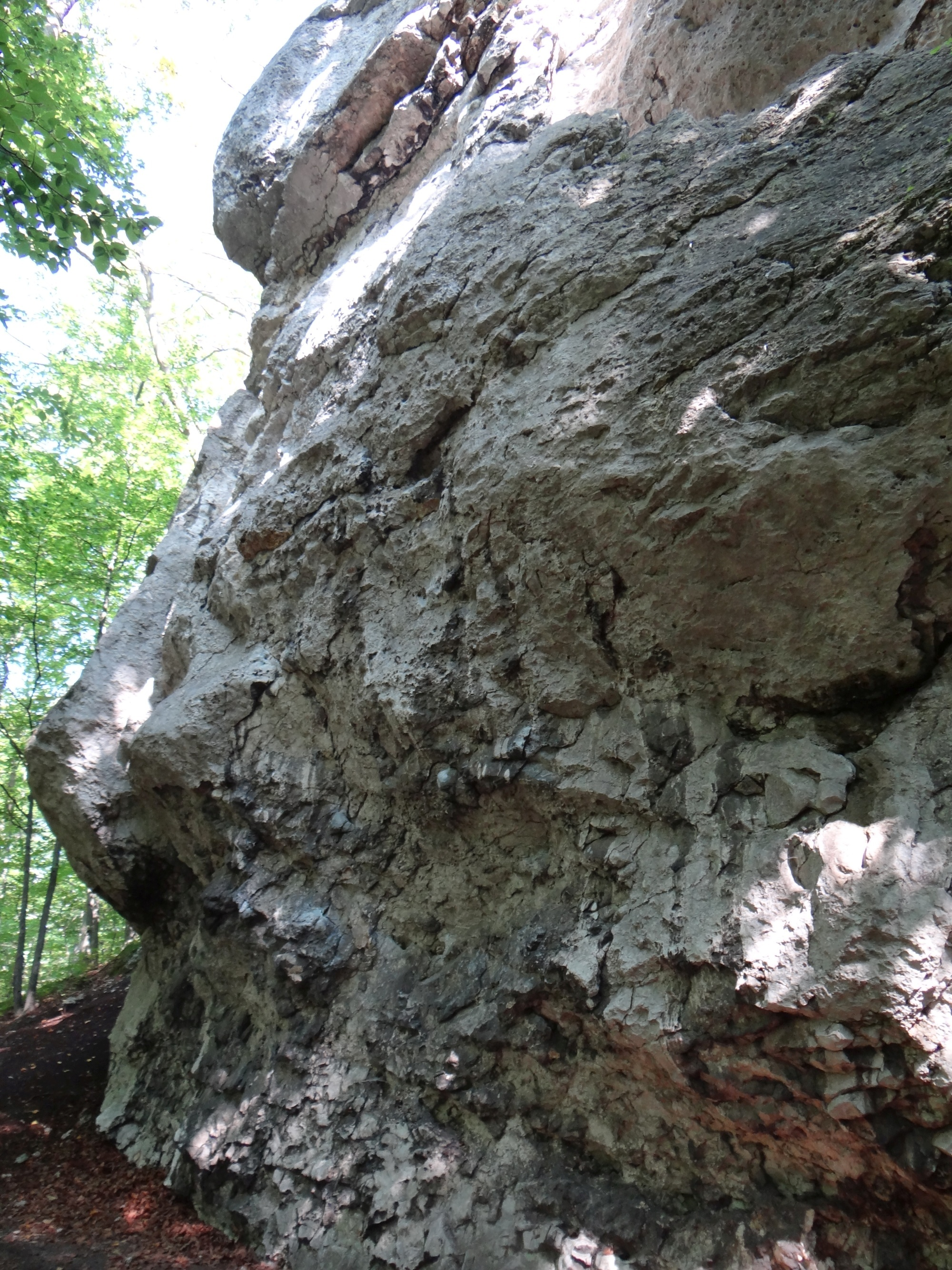
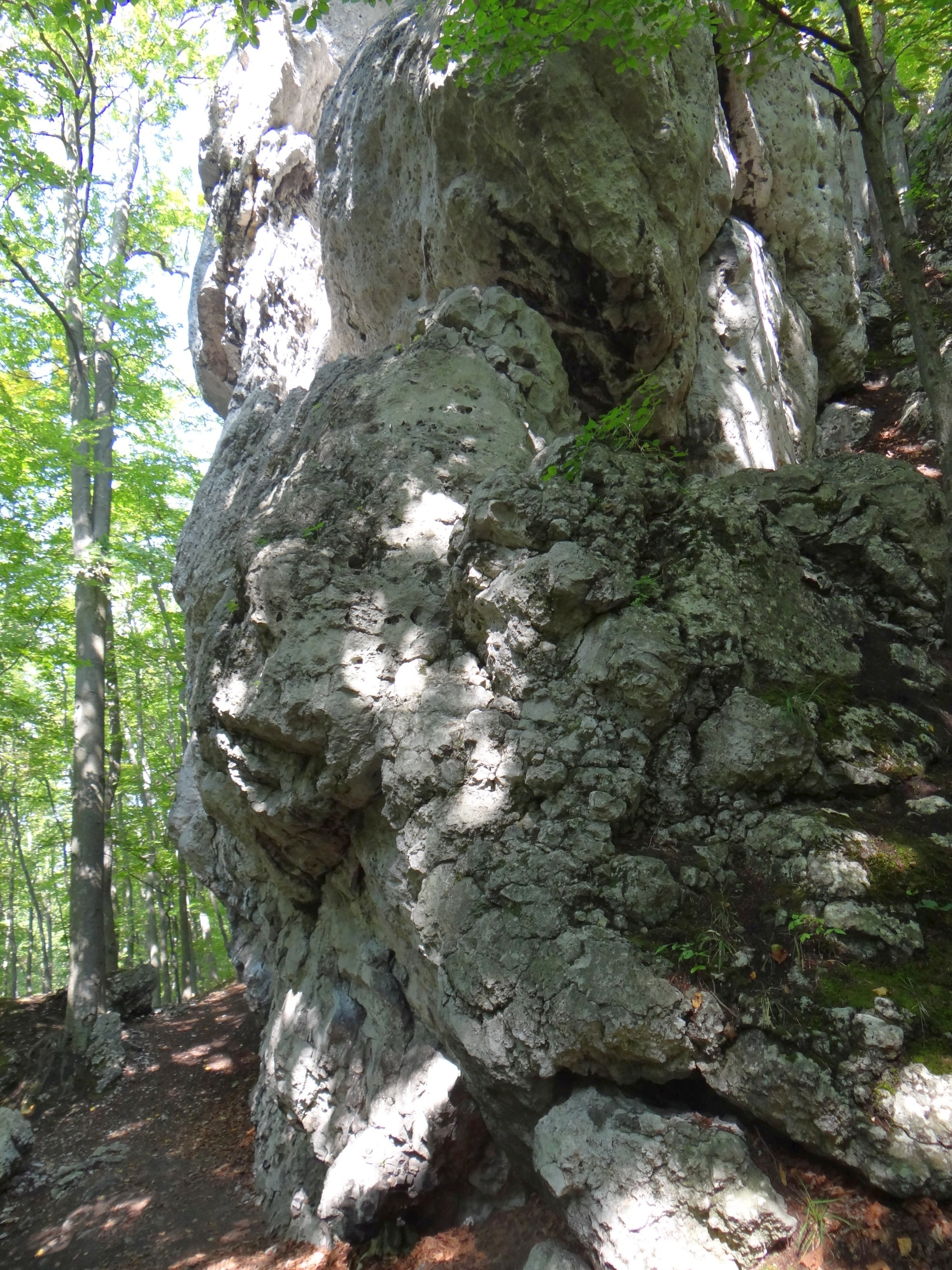
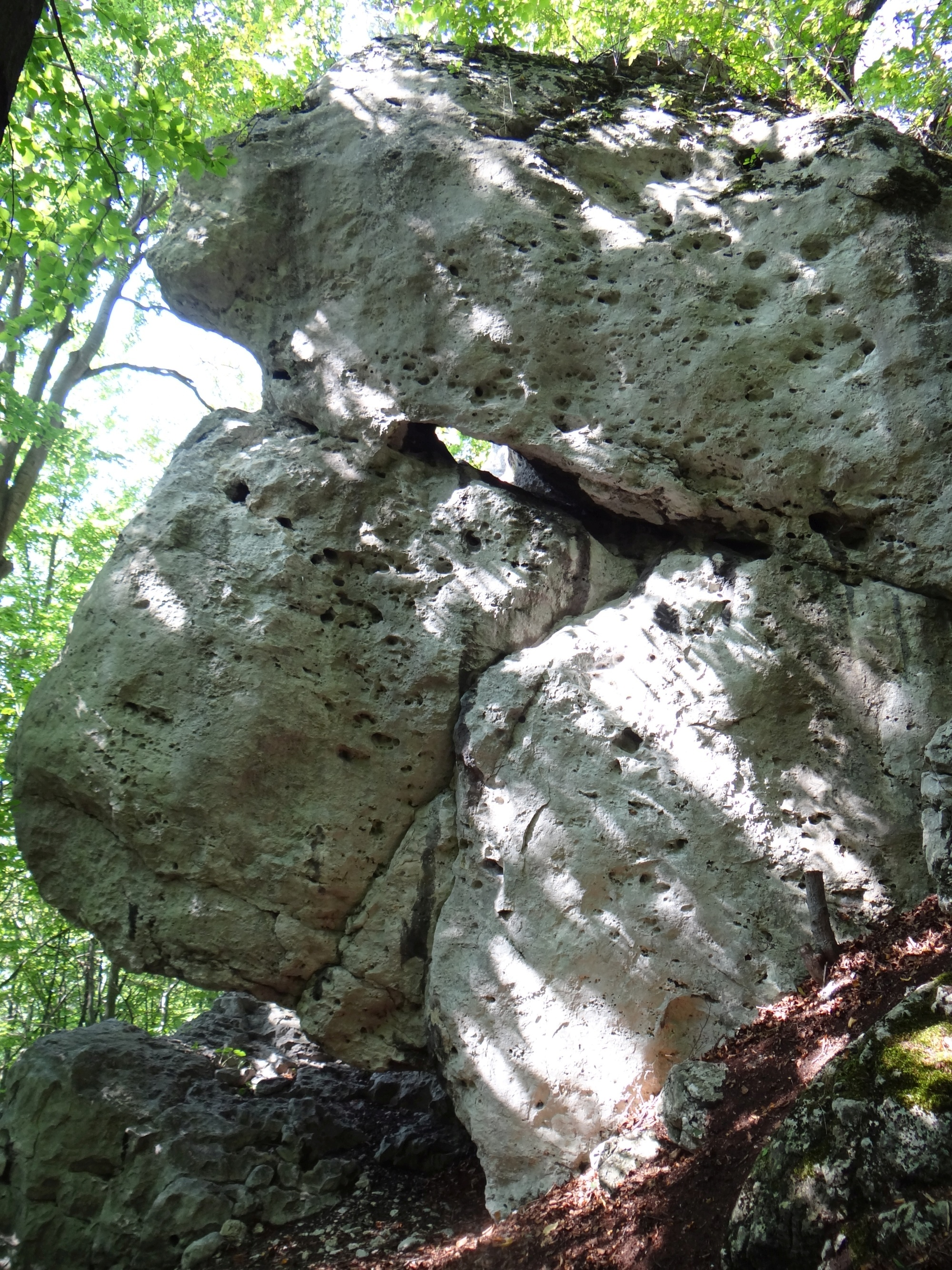
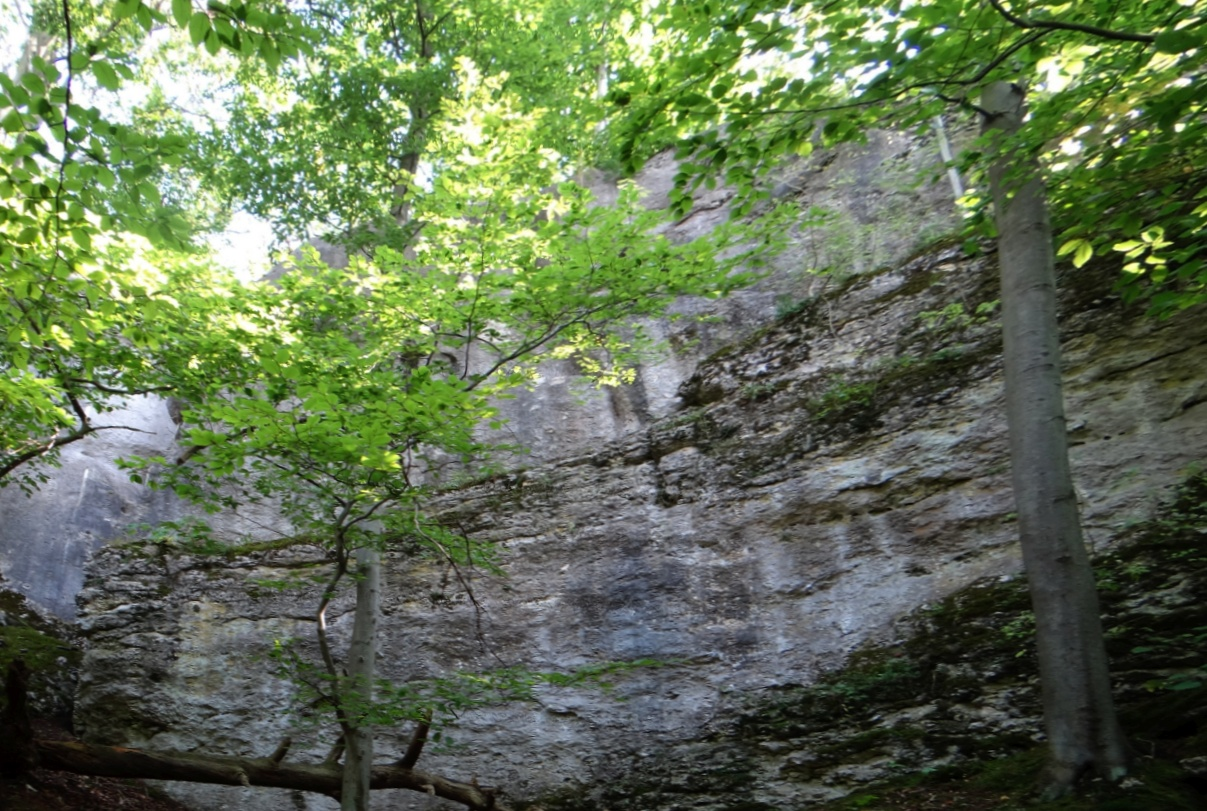

1. Rysa z krzakiem; VI+ (nie wystarczą same ekspresy)
2. Plantacja mutantów; VI.1+.2, 3r (brak stanowiska)
3. Projekt otwarty
4. Rysa Kopciówki; VI (nie wystarczą same ekspresy)
5. Wieczny projekt; VI.3+, 6o (brak stanowiska)
6. Apacz; VI.1+, 6r (brak stanowiska)[3].